# セーラー服色情飼育
『セーラー服色情飼育』（せーらーふくしきじょうしいく）は、1982年11月15日に公開された日本のポルノ映画作品。別題に『可愛かずみのセーラー服色情飼育』『可愛かずみ 制服色情飼育』がある。

## 概要
主演女優・可愛かずみのデビュー作であり、唯一のロマンポルノ出演作。俗にいう買い取りピンク作品で、日活作品ではあるものの低予算で制作・撮影されている。
また近年、配信、WOWOWなど衛星/CSでも放送されるようになり、この場合、R-15版として扱われる。ただし大幅なカットは行われていないが、一部、ボカシ処理がされている。（公開時及び、ビデオテープ等は同様の処理をされていたが、DVD以降はボカシが削除されたR-18指定となった。）

## ストーリー
大学講師の吉松は駅で見かけたセーラー服の少女・岡田美貴子に一目惚れする。彼女を尾行する吉松は家を突き止める。電話帳で自宅の番号を調べ猥褻なイタズラ電話を掛け、母親と二人暮らしだと分かると、彼は綿密な計画を練る。
まず偶然を装い母親に接触。自宅に入り込むことに成功する。帰宅後、美貴子の家に再び猥褻なイタズラ電話をかけ、彼女たちを震え上がらせる。犯人が吉松だと気付いていない美貴子は、吉松を頼りに相談をする。その後、吉松は美貴子の母と結ばれ、美貴子の家で同居するようになる。ある日、出勤したふりをして、こっそりと帰宅し、風呂掃除をしていた美貴子の母を浴槽に沈めて溺死させる。(事故を装っていて、吉松の犯行とはバレていない。) 葬儀の日に、やはり吉松を頼る美貴子を慰めながら猥褻な行為に及ぶ。抗っていた美貴子であったが、次第に昂揚していく。

## キャスト
岡田美貴子
演 - 可愛かずみ
母と二人暮らしの女子高生。吉松に一目惚れされる。
岡田多美
演 - 杉佳代子
美貴子の母親。　
吉松正彦
演 - 下元史朗
文化人類学情報科研究室で勤務する大学講師。独身。美貴子に一目惚れする。
向井恵子
演 - 今日珠実
吉松の研究室に在籍する女子大生。単位を落としそうなため、吉松に色仕掛けで単位を貰おうとする。

## スタッフ
- 監督：渡辺護
- 脚本：小水ガイラ
- 音楽：飛べないアヒル
- 撮影：鈴木史郎
- 照明：近藤兼太郎
- 録音：銀座サウンド
- 編集：田中修
- 助監督：松本洋二
- 撮影助手：水野泰樹、榎本靖
- 照明助手：遠藤大輔
- 現像：東洋現像所
- 製作：フィルム・ワーカーズ
- 配給：株式会社にっかつ